# Stranglers in the Night
Stranglers in the Night è l'undicesimo album in studio del gruppo britannico The Stranglers, pubblicato nel 1992.

## Storia
Si tratta del primo lavoro senza Hugh Cornwell e con Paul Roberts alla voce e John Ellis alla chitarra, ed anche del primo album pubblicato sull'etichetta di proprietà della band, la Psycho Records.

## Stile
In questo disco la band abbandona il sound con i fiati. Gli stili musicali variano da ballate come Southern Mountains e Grand Canyon a canzoni più rapide come Sugar Bullets e Brainbox.

## Accoglienza
L'album raggiunse la posizione #33 nelle classifiche inglesi nel settembre 1992. Il singolo Heaven and Hell, pubblicato poco dopo, arrivò alla posizione #46 nell'agosto 1992, mentre l'altro singolo Sugar Bullets non entrò in classifica.

## Tracce
1. Time to Die
2. Sugar Bullets
3. Heaven or Hell
4. Laughing at the Rain
5. This Town
6. Brainbox
7. Southern Mountains
8. Gain Entry to Your Soul
9. Grand Canyon
10. Wet Afternoon
11. Never See
12. Leave It to the Dogs

Bonus track (edizione statunitense)
1. Coffee Shop
2. Vicious Circles
3. So Uncool

## Formazione
- Paul Roberts – voce
- John Ellis – chitarra
- J.J. Burnel – basso, voce d'accompagnamento
- Jet Black – batteria
- Dave Greenfield – tastiere, voce d'accompagnamento